# Hold On (пісня Джастіна Бібера)
«Hold On» (укр. Зачекай) — пісня канадського співака Джастіна Бібера. Випущена 5 березня 2021 року, лейблом Def Jam Recordings як четвертий сингл з його шостого студійного альбому Justice. Пісня написана Бібером разом з Алі Тампосі, Джоном Белліоном, Луїсом Бонфою, Ваутером Де Баккером та спродюсована Ендрю Ваттом та Луї Беллом. Одночасно із піснею було випущено музичний кліп, у якому знялися Бібер та Крістін Ко.

## Автори
Інформацію про авторів отримано із сервісу Tidal.
- Джастін Бібер — провідний вокал, беквокал, автор пісні
- Ендрю Ватт[en] — автор пісні, продюсування, беквокал, басс, гітара
- Луї Белл[en] — автор пісні, продюсування, беквокал, програмування
- Александра Тампосі[en] — автор пісні, беквокал
- Джонатан Белліон[en] — автор пісні, беквокал
- Луїс Бонфа — автор пісні
- Вальтер Де Беккер — автор пісні
- Колін Леонард — мастеринг
- Джош Гудвін — зведення
- Гайді Ван — асистент зведення
- Дейн Накао — звукозапис
- Пол ЛаМальфа — звукозапис

## Історія випуску
| Регіон | Дата           | Формат                                    | Лейбл     | Прим.  |
| ------ | -------------- | ----------------------------------------- | --------- | ------ |
| Різні  | 5 березня 2021 | Цифрове завантаження потокове відтворення | Def Jam   | [ 9 ]  |
| Італія | 5 березня 2021 | Contemporary hit radio                    | Universal | [ 10 ] |